# Crisostomo Ayson Yalung
Crisostomo Ayson Yalung (Angeles City, 3 dicembre 1953) è un vescovo cattolico filippino, dal 7 dicembre 2002 vescovo emerito di Antipolo.

## Biografia
Monsignor Crisostomo Ayson Yalung è nato ad Angeles City il 3 dicembre 1953.

### Formazione e ministero sacerdotale
Ha studiato filosofia e teologia al seminario "San Carlo". Ha conseguito la licenza in Sacre Scritture al Pontificio Istituto Biblico e il dottorato in sacra teologia presso la Pontificia Università Gregoriana di Roma.
Il 23 giugno 1979 è stato ordinato presbitero per l'arcidiocesi di San Fernando. In seguito è stato vicario parrocchiale della parrocchia di Balibago ad Angeles City dal 1979 al 1980, formatore presso il seminario "Madre del Buon Consiglio" di San Fernando dal 1987 al 1989, vice-rettore del Lorenzo Mission Institute dal 1989 al 1991 e rettore del seminario "San Carlo" dal 1991 al 1994. Nel 1991 è stato nominato cappellano di Sua Santità.

### Ministero episcopale
Il 25 marzo 1994 papa Giovanni Paolo II lo ha nominato vescovo ausiliare di Manila e titolare di Fico. Ha ricevuto l'ordinazione episcopale il 31 maggio successivo dal cardinale Jaime Lachica Sin, arcivescovo metropolita di Manila, co-consacranti l'arcivescovo metropolita di Lingayen-Dagupan Oscar Valero Cruz e quello di San Fernando Paciano Basilio Aniceto. Affettuosamente chiamato "vescovo Tom", era a capo del distretto ecclesiastico di Makati. Contemporaneamente, è stato parroco e rettore del Santuario nazionale e parrocchia del Sacro Cuore nel borgo di San Antonio, città di Makati, dal 1999 al 2001.
Il 18 ottobre 2001 papa Giovanni Paolo II lo ha nominato vescovo di Antipolo. Ha preso possesso della diocesi il 3 dicembre successivo. Il suo episcopato fu segnato dal grande rinnovamento della cattedrale di Antipolo, avvenuta sotto la guida del rettore Enrico Salazar, dall'inaugurazione del seminario "Nostra Signora della Pace e del Buon Viaggio" e dalla preparazione della diocesi per l'imminente istituzione della vicina diocesi di Pasig. Più di 10 parrocchie e quasi-parrocchie sono state erette durante il suo breve episcopato. Nell'ottobre del 2002 scoppiò uno scandalo quando emerse che monsignor Yalung aveva generato un figlio. Il 26 ottobre il papa nominò monsignor Jesse Eugenio Mercado, già vescovo ausiliare di Manila, amministratore apostolico.
Il 7 dicembre 2002 papa Giovanni Paolo II accettò la sua rinuncia al governo pastorale della diocesi. Si è poi trasferito negli Stati Uniti d'America.
In seno alla Conferenza dei vescovi cattolici delle Filippine ha diretto la commissione sull'apostolato biblico.

## Genealogia episcopale
La genealogia episcopale è:
- Cardinale Scipione Rebiba
- Cardinale Giulio Antonio Santori
- Cardinale Girolamo Bernerio, O.P.
- Arcivescovo Galeazzo Sanvitale
- Cardinale Ludovico Ludovisi
- Cardinale Luigi Caetani
- Cardinale Ulderico Carpegna
- Cardinale Paluzzo Paluzzi Altieri degli Albertoni
- Papa Benedetto XIII
- Papa Benedetto XIV
- Cardinale Enrico Enriquez
- Arcivescovo Manuel Quintano Bonifaz
- Cardinale Buenaventura Córdoba Espinosa de la Cerda
- Cardinale Giuseppe Maria Doria Pamphilj
- Papa Pio VIII
- Papa Pio IX
- Cardinale Gustav Adolf von Hohenlohe-Schillingsfürst
- Arcivescovo Salvatore Magnasco
- Cardinale Gaetano Alimonda
- Cardinale Giovanni Cagliero, S.D.B.
- Arcivescovo Guglielmo Piani, S.D.B.
- Arcivescovo José Maria Cuenco
- Arcivescovo Antonio Floro Frondosa
- Cardinale Jaime Lachica Sin
- Vescovo Crisostomo Ayson Yalung